# مكتبة دير سانت كاترين

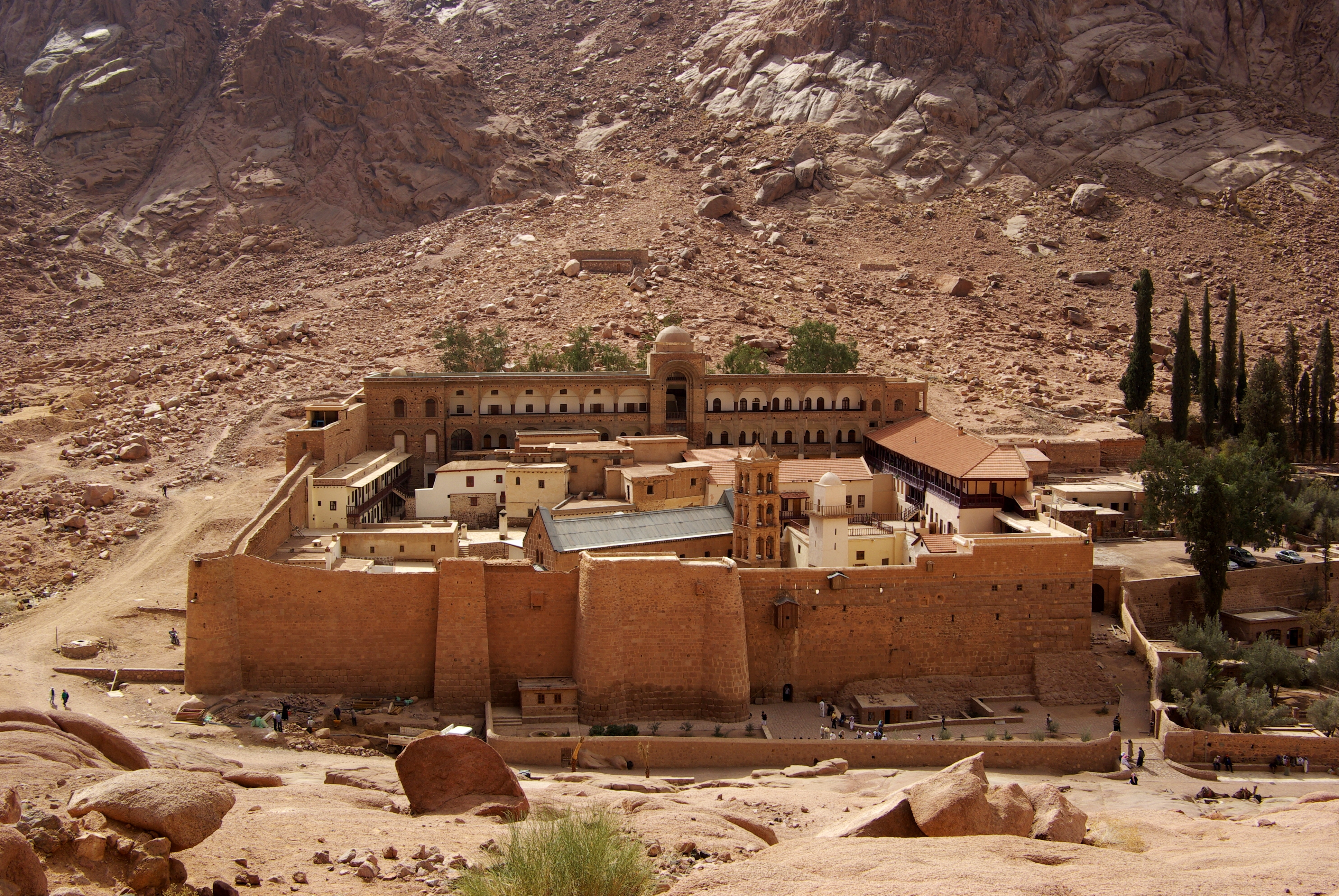
دير سانت كاترين

مكتبة دير سانت كاترين، مكتبه قيمة في دير سانت كاترين في سيناء، مصر. يرجع تاريخ المكتبة للقرن السادس، وتضم مجموعة مهمة وفريدة من الوثائق والمستندات الدينية والتاريخية.
المكتبة بها نسخ الكتاب المقدس، لكن سرقت ونقلت لروسيا القيصرية وبيعت للمتحف البريطاني في لندن.
بين سنة 1949 و 1950 صورت بعثة مصرية-أمريكية محتويات المكتبة على ميكروفيلم ووضعت نسخ منها في جامعة الإسكندرية، ونشرت أبحاث وفهارس مهمه عن طريق العلماء والباحثين.

## أنظر
- دير سانت كاترين.